# Província Mineral Carajás

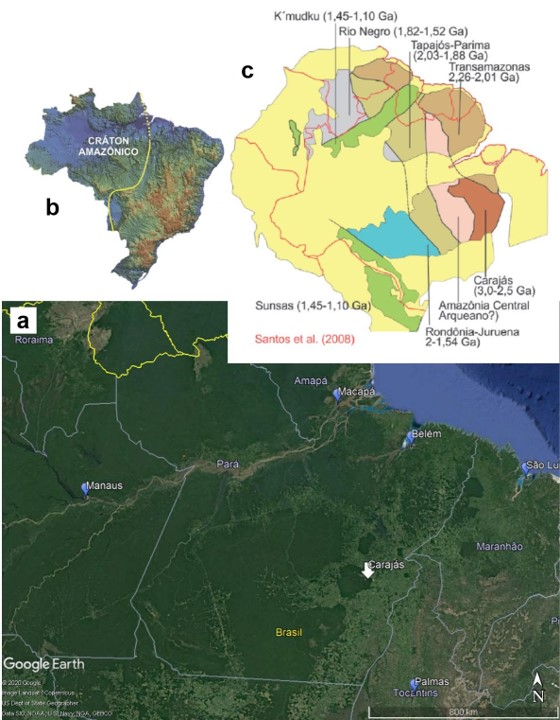
(a) localização da Província Mineral Carajás em imagem de satélite do Google Earth. (b) Mapa do Brasil mostrando a localização do cráton Amazônico (Hasui 2012). (c) Compartimentação do cráton Amazônico de acordo com Santos et al. (2008). Retirado de de Hasui (2012).

A Província Mineral Carajás, também chamado de Complexo Mineral do Carajás, é uma zona fisiográfica de mesmas características minerais e de atividades de extração mineral localizada no centro-leste do estado do Pará, no Brasil. É uma das mais importantes províncias minerais do mundo, principalmente devido a sua imensa variedade de bens minerais. Assenta-se nos acidentes geográficos da Serra dos Carajás.
No contexto geotectônico, Carajás encontra-se inserida no sudoeste do cráton Amazônico que, no Brasil, ocupa uma área de cerca de 4,4 milhões de km², o que corresponde a aproximadamente metade do território nacional.
A compartimentação regional adotada pelo Serviço Geológico do Brasil (CPRM), de acordo com Hasui (2012) , é o modelo proposto por Santos (2003), e que foi posteriormente modificado por Santos et al. (2008) . Nele, os autores descrevem oito províncias estruturais que dividem o cráton, das quais Carajás faz parte, sendo ainda subdividida nos domínio Carajás e Rio Maria.
A Província Mineral Carajás representa atualmente a principal e maior província mineral do Brasil, por possuir uma diversidade incrível de recursos minerais, tais como ferro, ouro, cobre, manganês, elementos do grupo da platina (EGP) e níquel. 
Em menor quantidade, ou explorados como subproduto, também ocorrem minérios de alumínio, prata, cromo, molibdênio, estanho, urânio e  tungstênio.

## Histórico da Exploração Mineral
As primeiras campanhas de exploração mineral na região de Carajás foram financiadas pelos Estados Unidos da América, em parceria com o governo brasileiro, e objetivaram encontrar ocorrências de manganês. Em um contexto de pós Segunda Guerra Mundial, o governo estadunidense receava uma terceira guerra, o que motivou a procura de reservas de manganês em todo mundo, visto que esta a commodity é um dos principais insumos para materiais bélicos.
No dia 31 de julho de 1967 o helicóptero onde estava o piloto e o geológo da U.S. Steel, siderúrgica norte-americana, fez um pouso de abastecimento em uma clareira da Serra Arqueada, no sudeste do Pará. O geológo, Breno Augusto dos Santos, desceu para examinar algumas rochas do local e, ao invés de encontrar manganês, encontrou hematitas de ferro. A partir desta descoberta começaram as pesquisas minerais na região que hoje é a maior produtora de minério de ferro de alta qualidade do mundo, além de conter uma grande diversidade de outros recursos metálicos. 

## Contexto Geológico Regional

### Estratigrafia
A coluna estratigráfica do Domínio Carajás é controversa, uma vez que diversos grupos de pesquisa trabalhavam em áreas distintas e diversas classificações foram criadas e ou adotadas. Em suma, o Domínio Carajás é composto de sequências metavulcanossedimentares com raras unidades ultramáficas, além de apresentar magmatismo Mesoarqueano e granitogênese Neoarqueana. 
O embasamento constitui-se do Complexo Pium de cerca de 3.0 Ga., que é formado por ortogranulitos máficos a félsicos, e do Complexo Xingu (ca 2.8 Ga) constituído de gnaisses tonalíticos a trondhjemíticos e migmatitos. As rochas supracrustais do Grupo Rio Novo e do Supergrupo Itacaiúnas sobrepõem o embasamento. O Grupo Rio Novo compreende anfibolitos, xistos, metagrauvacas, rochas metavulcânicas tholeiíticas e gabros. O Supergrupo Itacaiúnas (ca. 2.75 Ga) foi dividido por DOCEGEO (1988)  em unidades aproximadamente cronocorrelatas, designadas de grupos Igarapé Salobo, Igarapé Pojuca, Grão Pará e Igarapé Bahia. . A Formação Águas Claras é a sequência metassedimentar arqueana que ocorre discordante e tectonicamente sobreposta às sequências metavulcanossedimentares do Supergrupo Itacaiúnas. É composta por metapelitos, metaconglomerados e metarenitos. Há registros de granitogênese de idade neoarqueana (ca. 2.7 e 2.5 Ga) e magmatismo anorogênico de idade paleoproterozoica (ca. 1.88 Ga), além de complexos máficos-ultramáficos acamadados que interceptam as rochas do embasamento mesoarqueano e da Bacia Carajás.

### Evolução Geotectônica
A Província Carajás caracteriza o núcleo crustal mais antigo, e também o mais preservado, do cráton Amazônico. 
Essa província está localizada na porção sul-oriental do cráton Amazônico, na região sudeste do Estado do Pará, e é subdividida em dois domínios tectônicos principais: domínio Rio Maria e Carajás. Esses domínios, por sua vez, são separados por uma descontinuidade regional de direção aproximadamente E-W. 
O domínio Rio Maria caracteriza-se por ser formado por uma crosta de idade mesoarquena, e que apresenta sequências de greenstone belts e granitóides do tipo TTG. Já o domínio Carajás é constituído por uma crosta continental predominantemente neoarqueana, composta por sequências metavulcanossedimentares, além de granitóides com alto teor de potássio. 

#### Domínio Rio Maria
Está localizado na porção sul da Província Carajás e contém as rochas mais antigas de todo o cráton Amazônico. Além do cinturão de rochas verdes (greenstone belts) constituída pela associação de rochas vulcânicas sedimentares metamorfizadas e de origem arqueana, também ocorrem complexos máficos-ultramáficos, granitóides e granitos com alto teor de potássio.
Essas rochas vulcanossedimentares foram metamorfizadas na fácies xisto-verde a anfibolito durante o desenvolvimento de uma foliação de cisalhamento subvertical penetrativa, com direção E-W a WNW-ESE.
O estágio de geração dos greenstone belts e granitoides pela adição de material mantélico durante a formação inicial da crosta mesoarqueana está associado à evolução em um ambiente de bacias marginais e de arco de ilhas. Houve ainda um segundo estágio de acreção crustal, ou seja, a acumulação gradual de material da crosta, e que gerou um volumoso magmatismo cálcio-alcalino rico em magnésio.
As coberturas sedimentares deste domínio foram depositadas, ainda segundo Vasquez et al. (2008), durante o paleoproterozoico. Houve o estabelecimento de uma plataforma continental extensa sobre a crosta arqueana da Província Carajás, e com grande capacidade de alojar grandes bacias, durante o período entre o Sideriano e Riaciano.

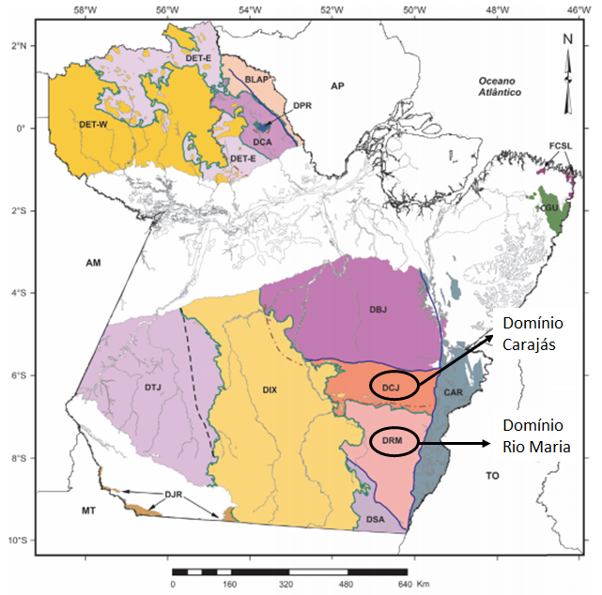
Províncias e domínios tectônicos do estado do Pará, com ênfase dos domínios Rio Maria e Carajás circulados. Retirado de Vasquez et al., (2008).

#### Domínio Carajás
O Domínio Carajás situa-se ao norte da Província. Esse domínio é constituído pelo embasamento mesoarqueano de sequências metavulcanossedimentares e complexos máficos-ultramáficos associados.  Além disso, há uma cobertura sedimentar formada em uma plataforma continental neoarqueana a paleoproterozoica que recobre o greenstone belt. 
Ocorrem três sistemas principais de falhas e zona de cisalhamento: zonas de cisalhamento Cinzento, Carajás e Canaã. Os pacotes rochosos são muito deformados e alterados hidrotermalmente, mas o metamorfismo regional é de baixo grau.
Os eventos principais podem ser englobados em:
- Magmatismo de idade mesoarqueana, predominantemente granítico;
- Granitogênese de idade neoarqueana (2.76 - 2.74 Ga) e intenso retrabalhamento crustal;
- Magmatismo anorogênico de idade paleoproterozoica;
- Coberturas sedimentares, com idades arqueanas a paleoproterozoicas.

Uma das hipóteses defendida por Meirelles (1986), Dardenne et al. (1988), Meirelles & Dardenne (1991), Teixeira (1994), Lobato et al. (2005), Silva et al. (2005) e Teixeira et al. (2010) é a de que a bacia tenha se formado em ambiente de arco vulcânico associado à subducção.  Desta forma, de acordo com esse modelo geotectônico, a colisão entre continentes, em cerca de 2.74 Ga, teria sido responsável pela justaposição dos domínios Rio Maria e Carajás.

## Recursos Minerais

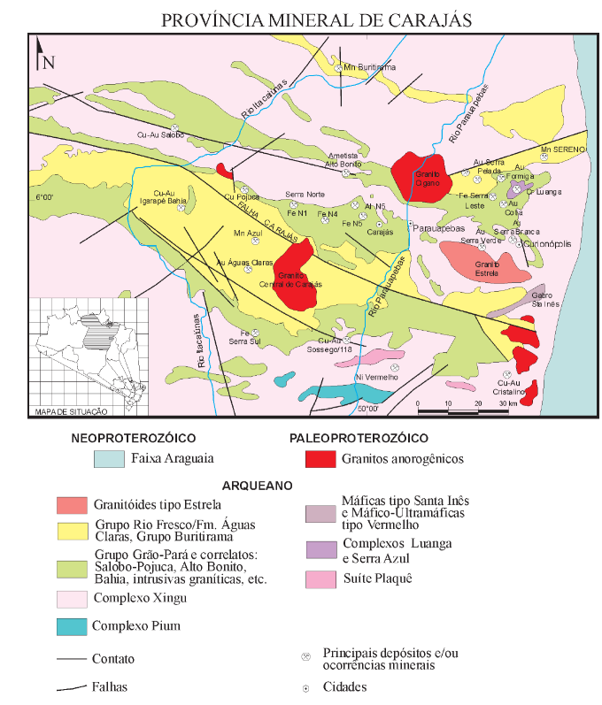
Mapa geológico simplificado da Província Mineral Carajás. Retirado de Dardenne & Schobbenhaus (2001).

Devido ao seu contexto geotectônico, a Província Mineral Carajás possui alto potencial metalogenético, com importantes depósitos de ferro, manganês, zinco, níquel, cobre, ouro, bauxita, cromo, estanho, tungstênio, urânio, elementos do grupo da platina, entre outros.
Entre os projetos minerários em andamento ou com implantação prevista no local, todos eles parte do Projeto Grande Carajás, pode-se destacar Projeto Rio Doce Manganês, Projeto Igarapé-Bahia, Projeto Salobo, Projeto Ferro Carajás S11D (antigo Projeto Serra Sul), Mineração Onça Puma e Projeto Serra do Sossego. O depósito ferrífero da Província contém 18 bilhões de toneladas de minério lavrável, constituindo-se no maior do mundo em 2013.

### Ferro
A Província Mineral Carajás é a segunda maior produtora de minério de ferro do Brasil, ficando atrás somente da região do Quadrilátero Ferrífero (MG). O minério de ferro em Carajás é explotado pela Vale desde a década de 80. As jazidas de maior relevância na região encontram-se nas unidades de Serra Norte (depósitos N1, N4 e N5), Serra Sul (depósito S11) e Serra Leste (Hasui 2012).
Em Serra Norte está localizada a maior mina de minério de ferro de alto teor a céu aberto do mundo, produzindo cerca de 150 milhões de toneladas de ferro por ano e em Serra Sul o maior complexo tecnológico de mineração da Vale.
Nesta região o protominério é conhecido como jaspilito que nada mais é que uma formação ferrífera bandada com camadas alternadas de óxido de ferro (hematita) e jaspe(chert ferruginoso). De acordo com Hasui (2012),  o minério de alto teor pode ser encontrado como canga de minério (blocos de minério cimentados por oxi-hidróxidos de Fe) com ~64% Fe; hematita dura ou minério compacto (~66%Fe); hematita semidura ou minério finamente bandado (~66%Fe); hematita semibranda (~67%Fe) e hematita branda (~66%Fe). 

### Ouro
O ouro ocorre em diversos tipos de depósitos ao longo da Província Carajás. Em destaque pode-se citar o depósito de Au-Pd-Pt de Serra Pelada, o maior garimpo a céu aberto do mundo, e que se tornou muito famoso devido à febre do Ouro na década de 80. Em teoria, foram lavradas 32,6 toneladas de ouro e quantidades desconhecidas de platina e paládio, porém as estimativas são incertas devido à fiscalização precária e irregularidade da lavra. Localizado na porção nordeste do Cinturão de Cisalhamento Itacaiúnas, o depósito é hospedado pela Formação Águas Claras, e a mineralização de Au-PGE associa-se à formação de brechas hidrotermais ricas em hematita e magnetita. Há duas associações de minerais minério, contendo i) pirita, calcocita, millerita, cobaltita, e ii) covellita, minerais diversos de Cobre e Se, barita, anidrita. A região de Serra Pelada está sob domínio da mineradora Colossus, que realizou diversas investigações geológicas. Porém, há um grande conflito social entre a companhia e a cooperativa de garimpeiros local, e o depósito não é mais minerado. Atualmente, a cratera de Serra Pelada é um lago.
A mina de Salobo é uma mina de depósitos de óxidos de ferro, cobre e ouro da Província de Carajás. Embora o cobre seja a principal commodity do depósito esta representa a maior mina de ouro do país, sendo este extraído como metal secundário. Outros depósitos desse tipo são Igarapé-Bahia, com ouro laterítico, Sequeirinho, Sossego, entre outros. O ouro também ocorre em depósitos polimetálicos paleoproterozoicos associados principalmente à cobre (depósito de Águas Claras, Breves, Estrela), podendo conter tungstênio, bismuto, molibdênio e estanho associados.

### Cobre
A província mineral de Carajás é a maior produtora de cobre do país e destaca-se mundialmente por apresentar a maior quantidade conhecida de importantes depósitos de óxido de Ferro-Cobre-Ouro (iron oxide-copper-gold deposits, ou IOCG). Entre os depósitos dessa classe destacam-se Salobo (com reservas de 789 Mt @ 0.96% Cobre e 0.52 g/t Au), Igarapé Bahia Alemão (219 Mt @ 1.4% Cobre e 0.86 g/t Au), Sossego (355 Mt @ 1.5 % Cobre e 0.28 g/t Au), Cristalino (500 Mt @ 1.0% Cobre e 0.3 Au) e Alvo 118 (170 Mt @ Cobre e 0.3 g/t Au), além de vários outros depósitos em avaliação. A mina de Salobo, além de ser a maior produtora de cobre, é também a maior produtora de ouro no Brasil. O cobre está principalmente associado a ouro, como é o caso dos depósitos Salobo, Sossego, Antas Norte, Pedra Branca, Jatobá, Castanha, Bacuri, Visconde, Igarapé-Bahia/Alemão, Pojuca, Gameleira, Paulo Afonso, Alvo 118, Furnas, entre outros. Ocorre também em associações com uma variedade de elementos como molibdênio, cobalto, bismuto, zinco e tungstênio nos depósitos da classe Cobre-Ouro polimetálicos, no caso de Estrela, Águas Claras, Breves, Serra Verde, Jacaré, Açaí, Urca, Liberdade, Angélica, Santa Lúcia e Tarzan; e associado com níquel no depósito Jaguar. 

### Manganês
São três os principais depósitos de manganês encontrados na Serra do Carajás. O primeiro a ser descoberto foi o depósito Serra do Sereno, em 1966, cuja descoberta motivou a empreitada que levou ao encontro “ao acaso” dos depósitos gigantes de ferro da região em 1967. Ainda em 1967, foi descoberto o depósito de Buritirama e, finalmente, em 1971, descobriu-se Igarapé Azul  que é considerada a maior mina de manganês do Brasil.  
Atualmente estes depósitos são propriedade das companhias Recursos Minerais do Brasil (RMB), Buritirama Mineração e Vale, respectivamente.
Nas três áreas o minério explorado é de origem laterítica ou secundário, desenvolvido a partir do enriquecimento supergênico do protominério. 
Em Igarapé Azul, e também em Serra do Sereno, o protominério manganesífero é mineralogicamente constituído principalmente por rodocrosita, quartzo, filossilicatos, feldspato e matéria orgânica. O minério supergênico, por sua vez, ocorre associado a arenitos finos, siltitos e folhelhos, sendo o principal mineral minério a criptomelana e, encontrados em menor quantidade, observam-se todorokita e hollandita. 
Já em Buritirama, o protominério é composto por mármores constituídos por uma complexa associação de diversos minerais (óxidos, silicatos e carbonatos) de manganês como braunita, haussmanita, Mn-calcita, Mn-kutnahorita, piroxmanguita, rodonita, tefroita, esperssartita, anfibólio manganesífero e pirofanita.  O minério secundário, supergênico, é constituído de laterita composta predominantemente por criptomelana, nsutita e litioforita.

### Níquel-Cromo
Os maiores depósitos de níquel são lateríticos, formados pela alteração de intrusões de complexos máfico-ultramáficos de orientação nordeste. São conhecidos os depósitos de Vermelho, Onça-Puma, Jacaré e Jacarezinho. 
A jazida de Luanga, formada em corpos máfico-ultramáficos com ocorrência de níveis de cromititos, é uma importante jazida para cromo e elementos do grupo da platina, e contém níquel em menor quantidade.  As rochas hospedeiras dos cromititos são ortopiroxenitos (bronzitos), peridotitos (harzburgitos) e noritos, e os corpos de cromititos formam camadas onduladas de 1,10 a 1,20 m de espessura. O minério apresenta-se na forma maciça e disseminada com cromita zonada mostrando um núcleo rico em Cr e Al e uma borda enriquecida em Fe em função do metamorfismo. Os cromititos maciços são anômalos em elementos do grupo da platina com teores atingindo até 3,23 g/t de EGP + Au e 3,0 g/t de Pt + Au.